# Thiamis
Le Thiamis (en grec : Θύαμις) est un fleuve de Grèce. Il est aussi connu sous le nom de Kalamas. Situé dans la région d'Épire, il prend sa source dans le nord la préfecture de Ioannina, avant de couler entre les montagnes Tymfi et Kasidiaris. Environ 20 km à l'ouest de Ioannina, il tourne vers l'ouest vers la préfecture de Thesprotie. Sa longueur est d'environ 115 km ; il se jette dans la mer Ionienne, dans le détroit de Corfou.
Une théorie de l'époque de la Renaissance, aujourd'hui abandonnée, faisait dériver le nom de la rivière anglaise Tamise (Thames) de celui de la rivière Thiamis, soutenant que des tribus celtes auraient migré d'Épire vers l'Angleterre. Elle a ainsi influencé la graphie moderne du nom en anglais, qui comporte un « h » non prononcé.